# (31519) Mimamarquez
1999 CS103 (asteroide 31519) é um asteroide da cintura principal. Possui uma excentricidade de 0.05808770 e uma inclinação de 6.56654º.
Este asteroide foi descoberto no dia 12 de fevereiro de 1999 por LINEAR em Socorro.